# Sénat Weizsäcker
Ville-Land de Berlin-Ouest
Vogel Diepgen I
Le sénat Weizsäcker (en allemand : Senat Weizsäcker) est le gouvernement de la ville-Land de Berlin-Ouest entre le 11 juin 1981 et le 9 février 1984, sous la 9e législature de la Chambre des députés.

## Historique
Dirigé par le nouveau bourgmestre-gouverneur chrétien-démocrate Richard von Weizsäcker, ce gouvernement est initialement constitué par l'Union chrétienne-démocrate d'Allemagne (CDU). Seule, elle dispose de 65 députés sur 132, soit 49,2 % des sièges de la Chambre des députés..
Il est formé à la suite des élections législatives locales anticipées du 10 mai 1981.
Il succède donc au sénat du social-démocrate Hans-Jochen Vogel, constitué et soutenu par une « coalition sociale-libérale » entre le Parti social-démocrate d'Allemagne (SPD) et le Parti libéral-démocrate (FDP).

### Formation
Au cours du scrutin, la CDU est de nouveau en tête mais avec une confortable avance, ratant la majorité absolue de deux sièges seulement. Relégué assez loin derrière, le SPD ne peut envisager de former une majorité alternative du fait de l'émergence des écologistes de la Liste alternative pour la démocratie et la protection de l'environnement (AL).
Weizsäcker est donc investi par la Chambre des députés et constitue un gouvernement minoritaire. Le 17 mars 1983, à quelques jours des élections fédérales anticipées, le FDP suit l'évolution adoptée par sa direction fédérale et accepte de former une « coalition noire-jaune » avec les chrétiens-démocrates. À cette occasion, deux libéraux intègrent le sénat.

### Succession
Investi candidat à l'élection présidentielle fédérale du 23 mai 1984 où il est certain d'être élu, Richard von Weizsäcker remet sa démission le 9 février 1984. Sa formation choisit alors le président de son groupe parlementaire Eberhard Diepgen pour prendre sa suite. Ce dernier, confirmant l'alliance avec le FDP, constitue son premier gouvernement.

## Composition

### Initiale (11 juin 1981)
| Portefeuille                                                           | Titulaire | Titulaire                          | Parti |
| ---------------------------------------------------------------------- | --------- | ---------------------------------- | ----- |
| Bourgmestre-gouverneur                                                 |           | Richard von Weizsäcker             | CDU   |
| Bourgmestre Sénateur à l'Intérieur                                     |           | Heinrich Lummer                    | CDU   |
| Sénateur aux Travaux publics et au Logement                            |           | Ulrich Rastemborski                | CDU   |
| Sénateur aux Finances                                                  |           | Gerhard Kunz                       | CDU   |
| Sénateur à la Santé, aux Affaires sociales et à la Famille             |           | Ulf Fink                           | CDU   |
| Sénateur à la Justice                                                  |           | Rupert Scholz                      | Sans  |
| Sénatrice aux Questions scolaires, à la Jeunesse et aux Sports         |           | Hanna-Renate Laurien               | CDU   |
| Sénateur aux Affaires fédérales                                        |           | Norbert Blüm (jusqu'au 04/10/1982) | CDU   |
| Sénateur aux Affaires fédérales                                        |           | Rupert Scholz                      | Sans  |
| Sénateur aux Affaires culturelles                                      |           | Wilhelm Kewenig                    | CDU   |
| Sénateur au Développement urbain et à la Protection de l'environnement |           | Volker Hassemer                    | CDU   |
| Sénateur au Travail et aux Entreprises                                 |           | Edmund Wronski                     | CDU   |
| Sénateur à l'Économie et aux Transports                                |           | Elmar Pieroth                      | CDU   |

### Remaniement du17 mars 1983
- Les nouveaux sénateurs sont indiqués en gras, ceux ayant changé d'attributions en italique.

| Portefeuille                                                           | Titulaire | Titulaire                                                                       | Parti |
| ---------------------------------------------------------------------- | --------- | ------------------------------------------------------------------------------- | ----- |
| Bourgmestre-gouverneur                                                 |           | Richard von Weizsäcker                                                          | CDU   |
| Bourgmestre Sénateur à l'Intérieur                                     |           | Heinrich Lummer                                                                 | CDU   |
| Sénateur aux Travaux publics et au Logement                            |           | Ulrich Rastemborski (jusqu'au 25/08/1983) Klaus Franke (à partir du 01/09/1983) | CDU   |
| Sénateur aux Finances                                                  |           | Gerhard Kunz                                                                    | CDU   |
| Sénateur à la Santé, aux Affaires sociales et à la Famille             |           | Ulf Fink                                                                        | CDU   |
| Sénateur à la Justice                                                  |           | Hermann Oxfort                                                                  | FDP   |
| Sénatrice aux Questions scolaires, à la Jeunesse et aux Sports         |           | Hanna-Renate Laurien                                                            | CDU   |
| Sénateur aux Affaires fédérales                                        |           | Rupert Scholz                                                                   | CDU   |
| Sénateur aux Affaires culturelles                                      |           | Volker Hassemer                                                                 | CDU   |
| Sénateur au Développement urbain et à la Protection de l'environnement |           | Horst Vetter                                                                    | FDP   |
| Sénateur au Travail et aux Entreprises                                 |           | Edmund Wronski                                                                  | CDU   |
| Sénateur à l'Économie et aux Transports                                |           | Elmar Pieroth                                                                   | CDU   |
| Sénateur à la Science et à la Recherche                                |           | Wilhelm Kewenig                                                                 | CDU   |